# Amalgar
Amalgar, auch Amalgarius (* um 590; † 643), war ein burgundischer Adliger und unter der Herrschaft der Merowinger Dux des Pagus Attoriensis im Gebiet um Dijon.

## Leben
Amalgars Familie gehörte dem Volk der Burgunden an, wie die Bildung seines Personennamens aus dem ostgermanischen Amal-Stamm nahelegt,  und gelangte im Rahmen der burgundischen Herrschaftsausweitung unter König Gundobad in die Region der Saône-Ebene. Die Schlacht von Autun im Jahr 532 beendete zwar die burgundische Selbständigkeit, aber die Familie blieb auch unter fränkischer Herrschaft im Gebiet zwischen Dijon und Besançon begütert und einflussreich.
Aufgrund des unter den burgundischen Herzögen selten auftretenden Amal-Stammes vermuten Mediävisten, dass Amalgar Enkel jenes Dux Amalo (530–589) war, der in Band 9 der Zehn Bücher Geschichten (Decem libri historiarum) des Gregor von Tours ausdrücklich benannt wird.
Die erstmalige Erwähnung Amalgars als Dux findet sich in der Chronik des Fredegar für das Jahr 629, die Forschung geht aber gemeinhin davon aus, dass er bereits unter der Herrschaft von Chlotar II. die Herzogswürde verliehen bekam.
König Dagobert I. hatte nach Chlotars Tod die Herrschaft im Frankenreich übernommen und seinen Halbbruder Charibert II., der als einfältig (simplex) beschrieben wurde, bei der üblichen Erbteilung übergangen. Wie Fredegar berichtet, war der König auf Druck neustrischer Adliger um Chariberts Onkel Brodulf gezwungen, seinem Halbbruder das Unterkönigreich in Aquitanien abzutreten. Um die Durchsetzung neustrischer Partikularinteressen im Frankenreich für die Zukunft zu verhindern, beschloss Dagobert, den einflussreichen Onkel Chariberts beseitigen zu lassen. 630 wurde Brodulf, der sich auf dem Weg nach Aquitanien befand, auf Betreiben des Frankenkönigs während eines Aufenthaltes im burgundischen Saint-Jean-de-Losne gemeinschaftlich von Amalgar, dem Dux Arnebert und dem Patricius Willibad ermordet.
Nach dieser Tat zählte Amalgar zu den engsten burgundischen Vertrauten von Dagobert I. und wurde vom König mit wichtigen Aufgaben betraut. Im Jahr 631 führte er ein fränkisches Heer in das Westgotenreich auf die iberische Halbinsel, um den Aufstand des Sisenand gegen König Suinthila zu unterstützen. 637 gehörte Amalgar schließlich zu jenen Duces an der Spitze des burgundischen Heeres, das von Dagobert I. zur Niederschlagung eines Aufstandes der Basken aufgeboten wurde.
Nach dem Tod Dagoberts I. spielte Amalgar in dem innerburgundischen Machtkampf um den unmündigen König Chlodwig II. eine zentrale Rolle. Gemeinsam mit seinem Schwager Chramnelenus, dem Dux von Transjuranien und Herzog Wandalbert von Chambly unterstützte er den burgundischen Hausmeier Flaochad gegen jenen Willibad, der mit ihm für die Ermordung Brodulfs verantwortlich zeichnete. Vor den Toren Autuns kam es im September 642 zur Entscheidungsschlacht in der Auseinandersetzung um die Macht im fränkischen Teilreich Burgund, die mit dem Tod Willibads ein Ende fand.

## Klostergründungen
Amalgar war, wie alle Großen seiner Zeit, davon überzeugt, dass die öffentliche Buße (medicamenta paenitentiae), die insbesondere von Kolumban gepredigt wurde, die göttliche Vergebung selbst schwerster Sünden möglich machen würde. Daher gründete er gemeinsam mit seiner Frau Aquilina unmittelbar nach der Ermordung Brodulfs im Jahr 630 in Bèze das Kloster Saint-Pierre, das in der Folgezeit als herzogliche Grablege diente und damit den Charakter einer Familienabtei erhielt. In Brégille, heute ein Stadtteil von Besançon, gründete das Paar noch eine weitere Abtei, das Frauenkloster Saint-Martin, das dem fränkischen Reichsheiligen geweiht war.
Beide Gründungen wurden reich mit Grundbesitz ausgestattet – von Saint-Pierre in Bèze sind urkundlich Ländereien um Jancigny, Talmay und Heuilley-sur-Saône in der Nähe des Zusammenflusses der Vingeanne und der Saône bezeugt.

## Ehe und Nachkommen
Amalgar war mit Aquilina, der Tochter von Waldelenus, dem Dux von Transjuranien, verheiratet. Mit dieser Verbindung schlossen sich die beiden mächtigsten Familien Burgunds zusammen – insbesondere die Seite des Waldelenus stieg danach im Lauf der folgenden zwei Jahrhunderte als Sippe der Waltriche zu einer der einflussreichsten Familien im Frankenreich auf.
Aus der Ehe entstammten die beiden Söhne Adalrich, der dem Vater als Herzog nachfolgte, und Waldelenus, der im Kloster Luxeuil von Kolumban unterrichtet wurde und danach als Abt des Familienklosters Saint-Pierre wirkte, sowie die Tochter Adalsind, die von Amalgar als Äbtissin in Brégille bestimmt wurde.
Der Enkel von Amalgar, Adalrichs Sohn Eticho, war Herzog im Elsass, Vater der heiligen Odilia und Urahn des Adelsgeschlechts der Etichonen, auf den spätere Dynastien, zum Beispiel die Habsburger, ihren Ursprung zurückführen.